# Tour de Suisse 2006
Die 70. Tour de Suisse war ein Rad-Etappenrennen, das vom 10. bis 18. Juni 2006 stattfand. Es wurde in neun Etappen über eine Distanz von 1531 Kilometern ausgetragen. Das Rennen zählt zur UCI ProTour 2006.

## Strecke

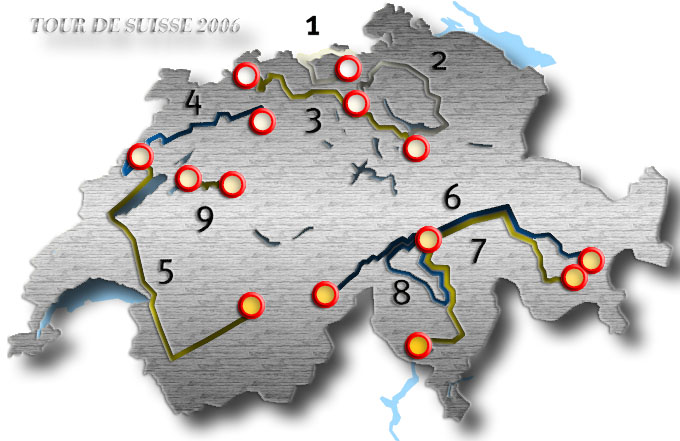
Streckenplan der Tour de Suisse 2006

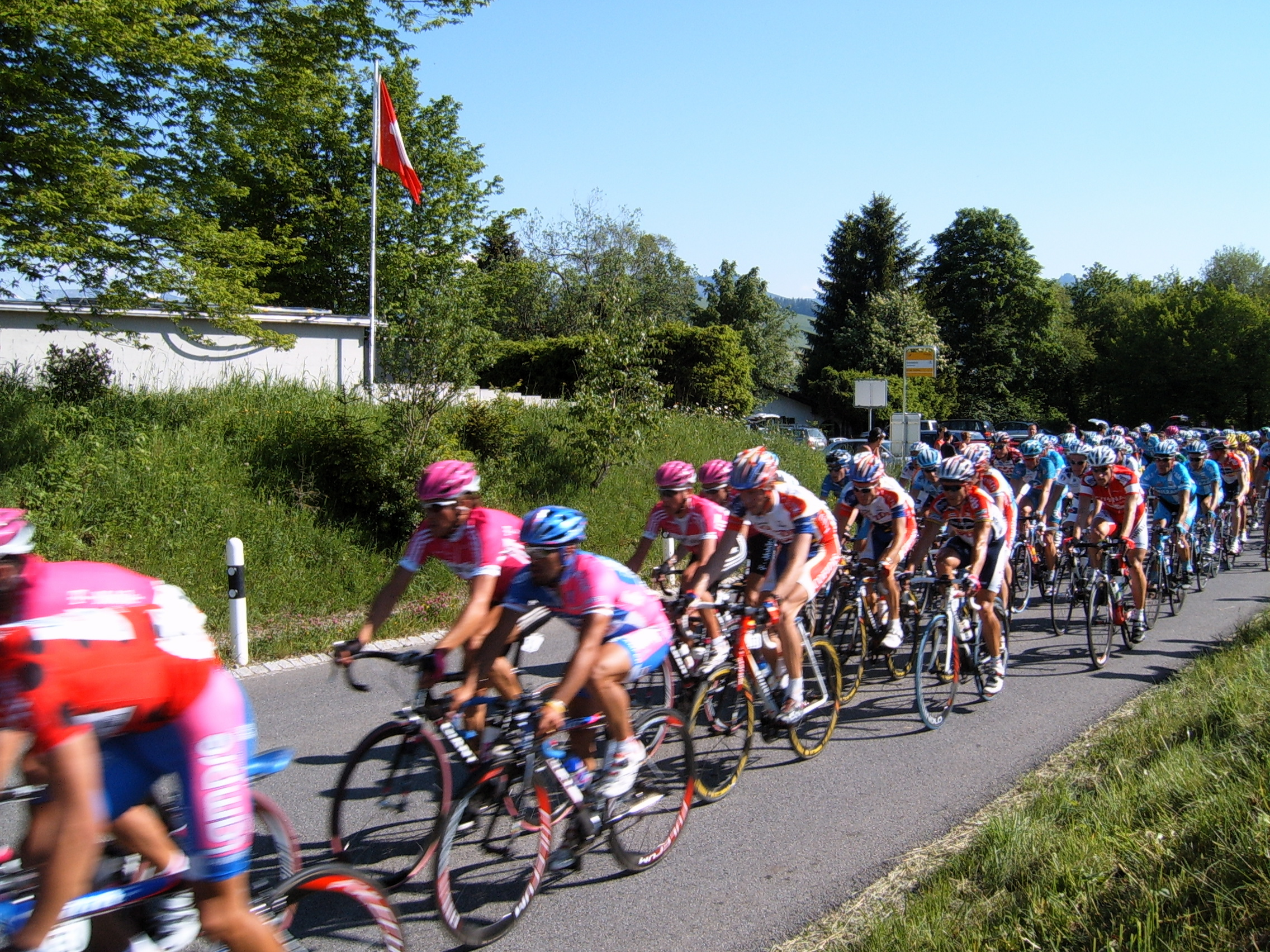
Tour de Suisse 2006, 2. Etappe: Am Sihlsee

Die erste Etappe wurde auf einem Rundkurs um Baden ausgetragen. Die drei darauf folgenden Etappen waren flach bis leicht wellig und daher auf die Fähigkeiten der Sprintspezialisten zugeschnitten. Danach begann mit der 5. Etappe und der Bergankunft in Leukerbad der anspruchsvolle Teil durch die Alpen. Auf der 6. Etappe mussten die Fahrer den Furkapass, den Oberalppass und den Albulapass überwinden.
Die 7. Etappe führte vom Engadin über Julierpass und Lukmanierpass ins Tessin. Die 8. Etappe war ein anspruchsvoller Hochgebirgsrundkurs mit Start und Ziel in Ambrì, die Strecke führte über den Lukmanierpass und den Oberalppass (beide von der entgegengesetzten Seite) und zum Schluss über den Gotthardpass. Die endgültige Entscheidung fiel auf der 9. Etappe, einem Einzelzeitfahren nach Bern. Der Etappen- und Gesamtsieger Jan Ullrich wurde jedoch nachträglich wegen Doping disqualifiziert.

## Etappen
| Etappe    | Tag      | Start – Ziel                   | km       | Etappensieger    | Gesamtwertung   |
| --------- | -------- | ------------------------------ | -------- | ---------------- | --------------- |
| 1. Etappe | 10. Juni | Baden – Baden                  | 154      | Tom Boonen       | Tom Boonen      |
| 2. Etappe | 11. Juni | Bremgarten – Einsiedeln        | 156      | Daniele Contrini | Daniele Bennati |
| 3. Etappe | 12. Juni | Einsiedeln – Arlesheim         | 188      | Nick Nuyens      | Nick Nuyens     |
| 4. Etappe | 13. Juni | Niederbipp – La Chaux-de-Fonds | 161      | Ángel Vicioso    | Nick Nuyens     |
| 5. Etappe | 14. Juni | La Chaux-de-Fonds – Leukerbad  | 230      | Steve Morabito   | Ángel Vicioso   |
| 6. Etappe | 15. Juni | Fiesch – La Punt Chamues-ch    | 212      | Koldo Gil        | Koldo Gil       |
| 7. Etappe | 16. Juni | St. Moritz – Ascona            | 233      | Óscar Freire     | Koldo Gil       |
| 8. Etappe | 17. Juni | Ambrì – Ambrì                  | 166      | Alberto Contador | Koldo Gil       |
| 9. Etappe | 18. Juni | Kerzers – Bern                 | 31 (EZF) | Jan Ullrich      | Jan Ullrich     |